# Lollapalooza
Lollapalooza je každoroční hudební festival hostící heavy metalové, alternativně rockové, hip hopové a punk rockové skupiny, taneční a komediální představení a řemeslné stánky. Poskytuje zároveň platformu neziskovým a politickým uskupením. Na festivalu vystupuje množství různých hudebních skupin a v minulosti pomohl objevit a popularizovat alternativní rockové skupiny jako jsou třeba Pearl Jam, Rage Against the Machine, Nine Inch Nails, Jane's Addiction, Soundgarden, The Smashing Pumpkins, Alice in Chains, Tool, Red Hot Chili Peppers, Hole, 30 Seconds to Mars, The Strokes, Green Day a Depeche Mode.
Festival založil v roce 1991 zpěvák skupiny Jane's Addiction Perry Farrell v rámci rozlučkového turné se svou kapelou. Lollapalooza se od té doby konala každoročně až do roku 1997 a následně byla obnovena v roce 2003. Od svého vzniku až do roku 1997 a poté po svém obnovení v roce 2003 měl festival putovní charakter a cestoval po Spojených státech a Kanadě. V roce 2004 se organizátoři festivalu rozhodli rozšířit délku festivalu na dva dny pro každé město, ale nízké tržby z prodeje vstupenek je téhož roku donutily festival zrušit. V roce 2005 se Farell a William Morris Agency spojili se společností Capital Sports Entertainment (nyní C3 Presents) z Austinu v Texasu a reorganizovali festival do jeho současné podoby, tedy ve víkendový festival v Grantově parku v Chicagu ve státě Illinois.